# Bolha de sabão

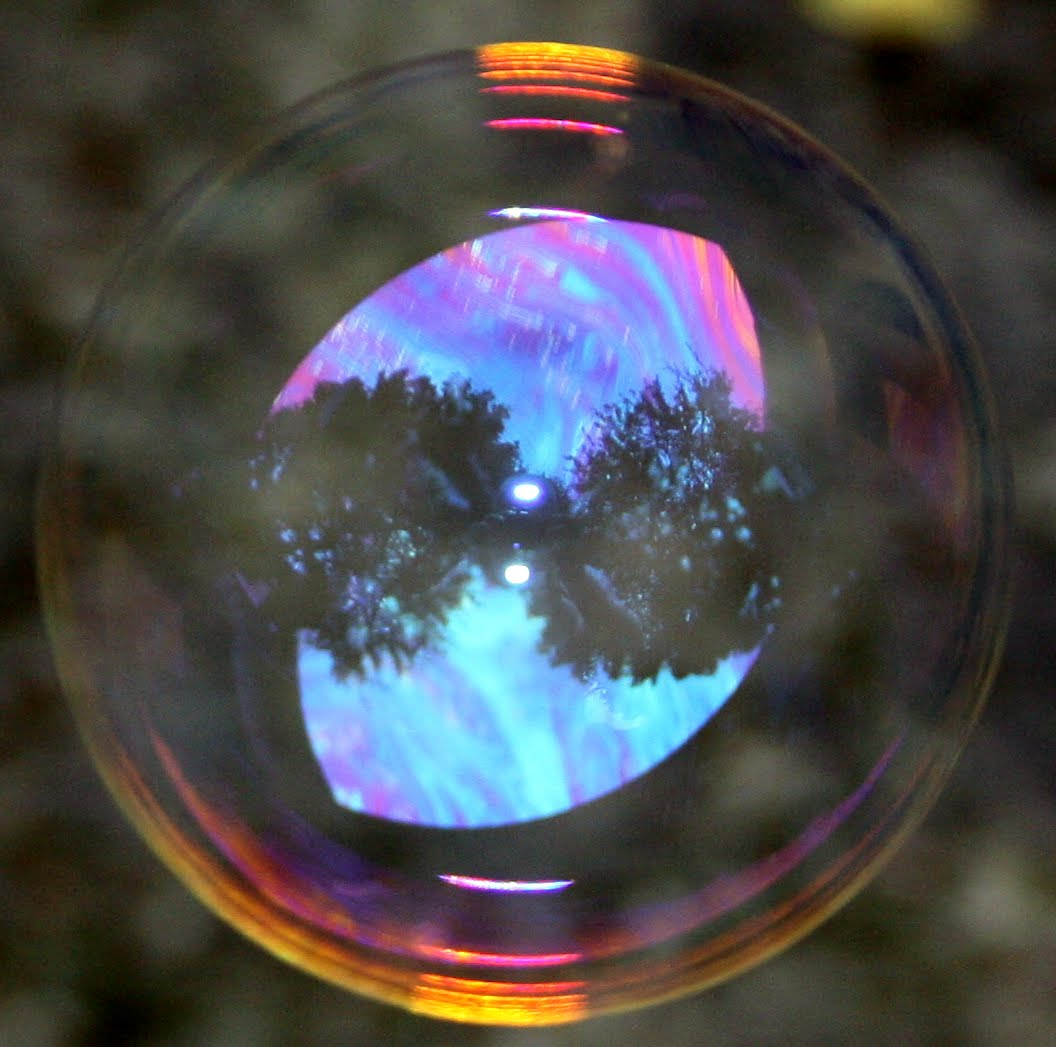
Uma bolha de sabão.

Bolha de sabão é uma película muito fina de sabão e água em forma de esfera e de superfície iridescente. Normalmente as bolhas de sabão duram apenas alguns segundos e logo explodem por si mesmas ou por contato com outro objeto. Muitas vezes são usadas como objeto de jogos para crianças, porém seu uso em espetáculos artísticos demonstra que também podem ser fascinantes para os adultos. Podem também ajudar a resolver problemas matemáticos complexos sobre o espaço, já que sempre se busca a menor área de superfície entre pontos ou arestas.

## História

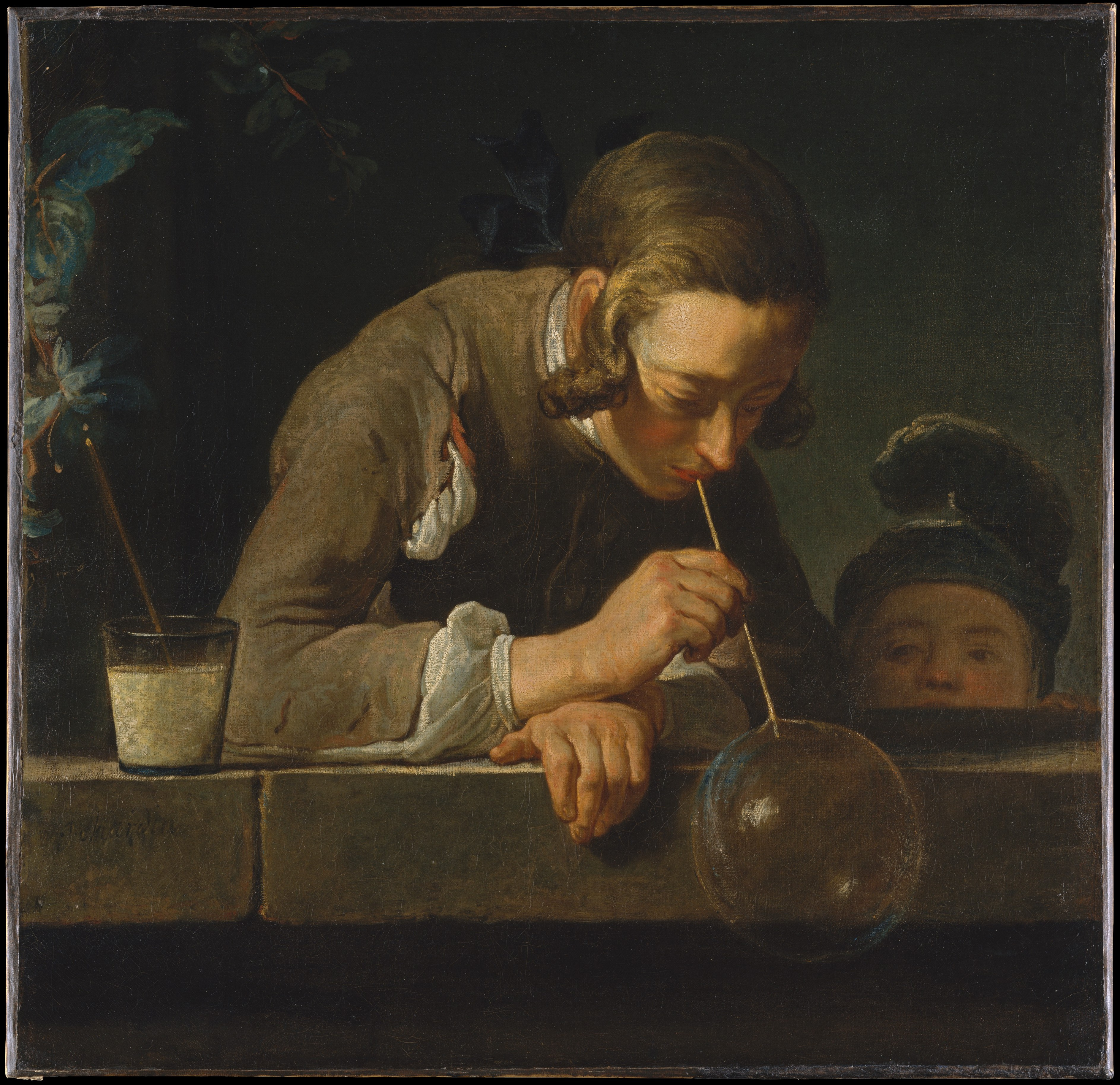
Bolhas de sabão, Jean-Baptiste-Siméon Chardin, metade do século XVIII.

A beleza das bolhas de sabão tem sido descrita através dos tempos por meio de pinturas de famosos artistas como Murillo, Chardin, Hamilton, Manet e Millais. Entretanto, o estudo científico deste fenômeno vem desde o século XV, em que cientistas se concentravam em dois campos de estudos relacionados às bolhas de sabão. O primeiro se tratava dos fenômenos físicos, químicos e biológicos que estudavam as características das bolhas, enquanto o segundo grupo utilizavam as bolhas em problemas matemáticos que requeriam a minimização das superfícies. No século XIX, o físico belga Joseph Plateau mostrou que as soluções de tais problemas matemáticos poderia ser produzida experimentalmente utilizando-se uma montagem de uma figura de arames e água com sabão que, quando a figura era imersa no líquido, formava-se um filme de sabão que corresponde à superfície mínima.

## Características

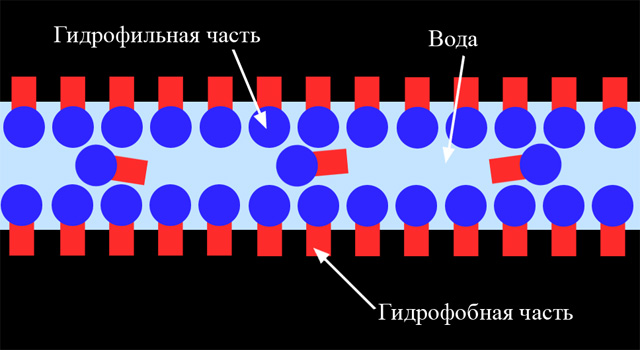
Esquema da distribuição das moléculas de sabão em uma bolha. As partes azuis são as "cabeças" das moléculas e as partes vermelhas são as "caudas". A parte azul é a água.

As moléculas próximo da superfície de um líquido puro têm um ambiente diferente daquele no interior do mesmo. As que estão na parte interna do fluido estão sujeitas a forças em todas as direções porque estão cercadas de outras moléculas, por isso, a força resultante ao longo do tempo será zero. As moléculas que estão na superfície, por sua vez, estão sujeitas a uma força mais fraca, já que a força dos gases que estão acima dela exercem muito menos força do que o líquido. Com isso, a tendência é que as moléculas da superfície voltem para o interior do líquido, fazendo com que a área do líquido seja a menor possível por causa da tensão superficial. As gotículas de água, por exemplo, possuem a forma esférica porque essa é a menor superfície possível para um dado volume.
Uma água de sabão consiste em moléculas de sabão dissolvidas em água. Cada molécula de sabão é formada por um sal metálico e uma longa cadeia de um acido graxo que, quando dissolvidos, formam uma solução iônica. Por exemplo, uma das moléculas de sabão é o esteroato de sódio. Quando em solução aquosa, eles se separam, o sódio é positivo e o esteroato é negativo. Os íons esteroato, que consistem em uma "cabeça" carregada negativamente e uma longa "cauda" formada de hidrocarbonetos, são direcionados para superfície do líquido, onde formam uma única camada (pode-se dizer que eles foram adsorvidos à superfície do liquido) na qual a cauda da molécula fica direcionada para fora do líquido. O filme de sabão consiste em duas dessas superfícies separadas por uma fina camada de água e algumas moléculas de sabão que têm espessura que pode variar de 200 000 a 50 angstrons.

## Física

### Tensão superficial e forma

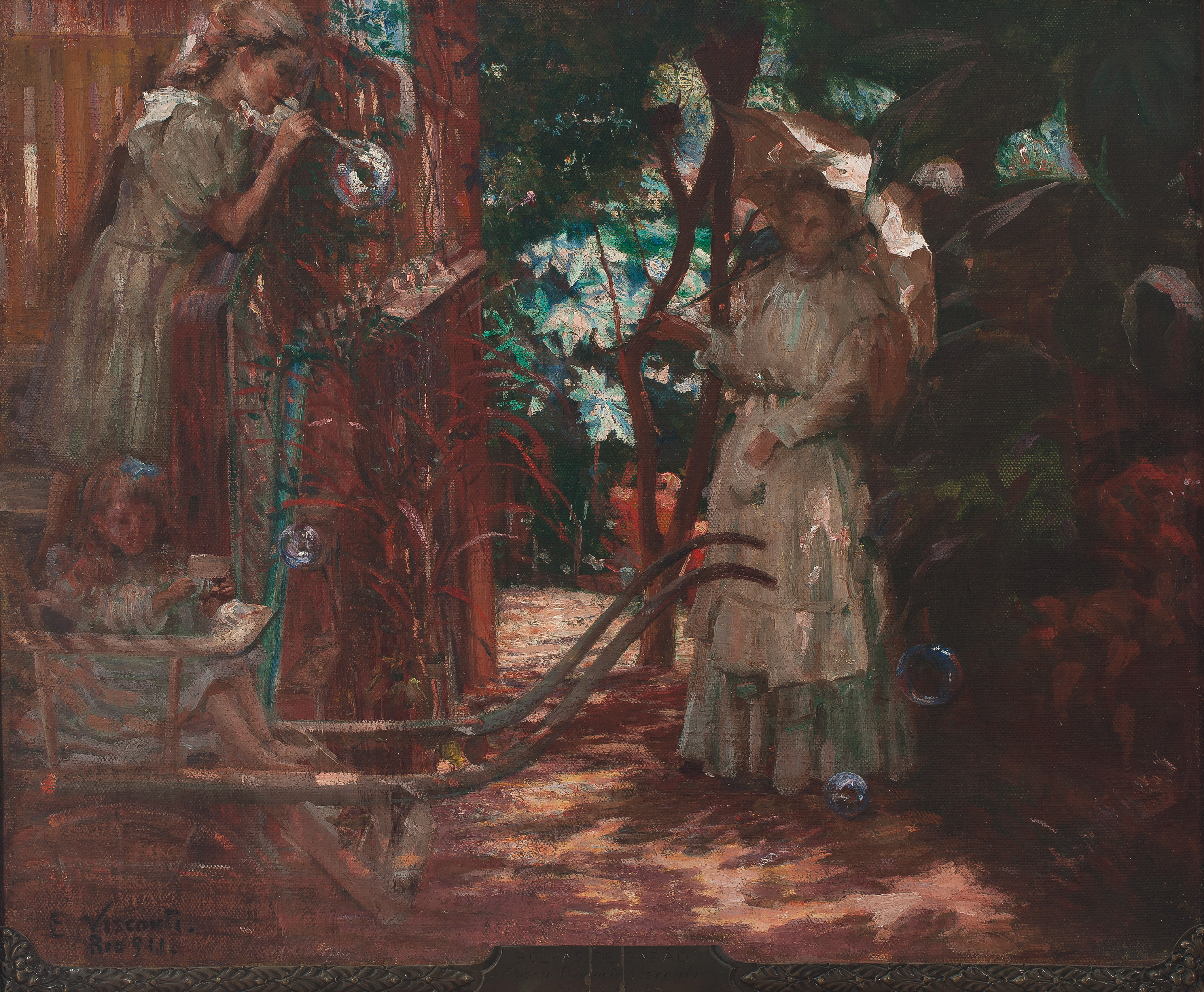
Bolhas de sabão, Eliseu Visconti (1911).

A bolha pode existir porque a camada superficial de um líquido (geralmente água) tem certa tensão superficial, o que faz com que a camada se comporte como uma folha elástica. Uma bolha feita apenas com um líquido puro não é estável e necessita de um tensoativo dissolvido, como o sabão, para estabilizar. Um erro comum é acreditar que o sabão aumenta a tensão superficial da água. De fato, o sabão faz justamente o oposto, diminuindo a tensão superficial de um líquido em aproximadamente um terço. O sabão não reforça a bolha, mas estabiliza pelo mecanismo chamado de efeito Marangoni. Esticando a película de sabão, a concentração de sabão diminui, aumentando a tensão superficial. Assim, o sabão reforça seletivamente partes mais frágeis da bolha e impede a extensão. Além disso, o sabão reduz a evaporação, para que as bolhas durem mais, embora esse efeito seja relativamente pequeno.
Sua forma esférica também é causada pela tensão superficial. A tensão faz com que a bolha forme uma esfera, pois a esfera tem uma menor área superficial para um volume determinado. Esta forma pode distorcer-se visivelmente por correntes de ar, como em um sopro, porém, permanece semi-esférica, em vez da típica caricaturada representação de uma gota de chuva. Quando um corpo em queda alcança sua velocidade terminal, a força de arrasto que atua sobre ela é igual ao seu peso, como o peso da mesma é muito menor em relação a seu tamanho, do que uma gota de chuva, sua forma não distorce com mesma intensidade.

### Congelamento

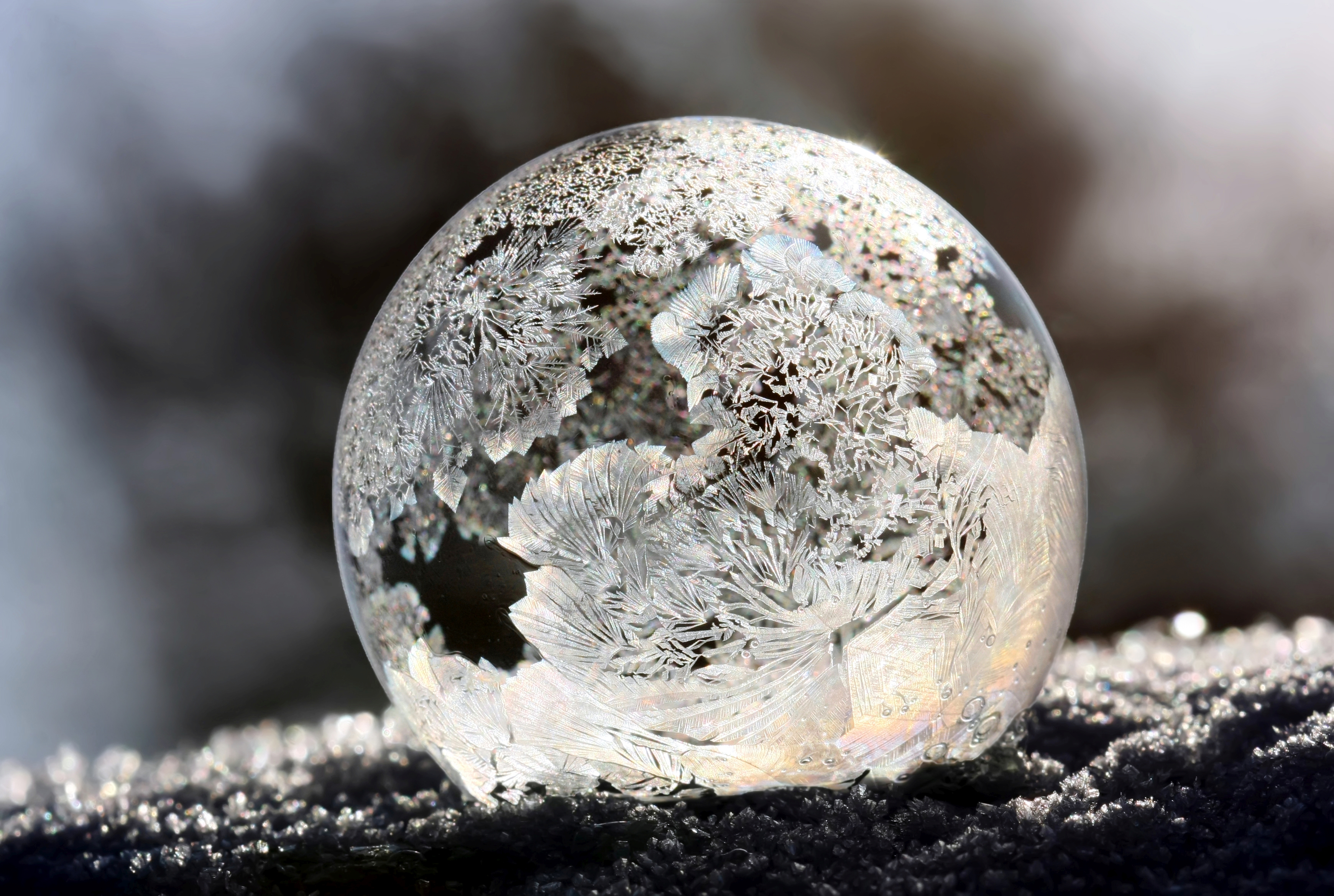
Bolha de sabão congelada

As bolhas de sabão criadas ao ar em uma temperatura abaixo de -15°C (5°F) são congeladas quando tocam uma superfície. O ar do interior é perdido gradualmente por difusão, fazendo as bolhas se enrugarem com o próprio peso.
Em baixas temperaturas, exemplo, -25°C (-13°F), as bolhas se congelam no ar, podendo quebrar ao tocar o solo. Em uma temperatura tão baixa, uma bolha soprada com o ar quente dos pulmões, primeiramente congela-se em forma semi-esférica, porém quando o ar quente se esfria, perdendo volume, há um colapso parcial da bolha. Uma bolha soprada com sucesso a essa temperatura será sempre pequena: irá congelar rapidamente e se o sopro continuar irá romper.

### União

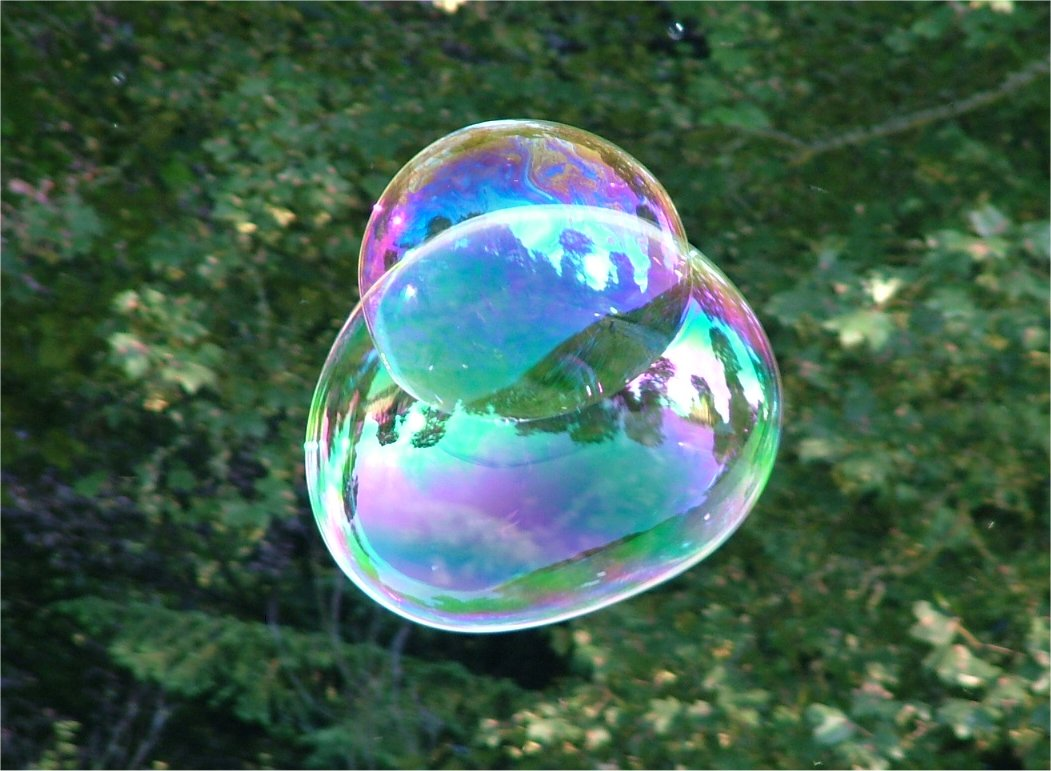
As bolhas de sabão podem unir facilmente.

Quando duas bolhas se unem os mesmos princípios físicos são aplicados, as bolhas assumem a forma com a menor área possível. Sua parede em comum desloca e integra com a bolha de maior tamanho, pois as bolhas menores possuem uma pressão interna maior. Se possuem um mesmo tamanho a parede é plana.
Havendo duas ou mais bolhas, se colocam de maneira que só se tocam três paredes em uma mesma linha, separadas por ângulos de 120°. Está é de novo, a escolha mais eficiente, é a razão pela qual as células de uma colmeia usam ângulos de 120º, formando hexágonos. Apenas quatro paredes podem se encontrar em um mesmo ponto, onde os tripletos de paredes são separados por 109,14º.

### Interferência e reflexão

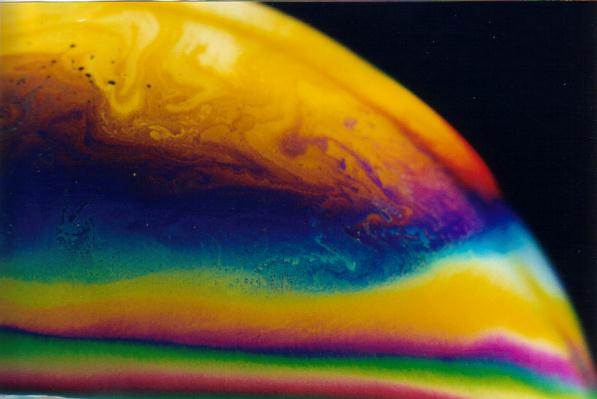
Interferência em uma bolha de sabão. Observe a cor amarela dourada próxima ao topo e alguns finos pontos negros.

A cor iridescente das bolhas de sabão é efeito da interferência entre as ondas de luz. Quando a luz incide na película, parte dela é refletida para a parte exterior da superfície, enquanto outras partes entram na película e ressurgem depois de refletidas várias vezes por ambas as superfícies. A reflexão total que é observada é determinada pela interferência de todas estas reflexões. Como cada vez que se atravessa a película se produz uma fase proporcional à espessura da película e inversamente proporcional a longitude de onda, o resultado da interferência depende destas duas quantidades. Portanto, para uma determinada espessura, a interferência é construtiva para algumas longitudes de onda e destrutiva para outras, de maneira que a luz branca que incide na película é refletida com uma tonalidade que muda com a espessura.
Pode-se observar uma alteração de cor quando a bolha é feita mais fina por evaporação. As paredes mais espessas cancelam longitudes de ondas vermelhas (mais largas), causando uma reflexão azul–verde. Em seguida, as paredes mais finas cancelam o amarelo (deixando luz azul), logo o verde (deixando magenta), também o azul (deixando o amarelo). Finalmente, quando a parede da bolha é muito mais fina que a longitude de onda da luz visível, todas as ondas da região visível se cancelam umas as outras e não se percebe nenhuma reflexão. Quando se observa tal estado a parede é mais fina que 25 nanômetros, provavelmente a ponto de explodir.
Os efeitos da interferência também dependem do ângulo em que a luz incide sobre a película, o efeito de iridescência. Portanto, embora a parede da bomba tenha uma espessura uniforme, segue-se vendo variações de cores devido à curvatura e/ou movimento. No entanto, a grossura da parede muda continuamente porque a gravidade atrai o líquido de fundo, de maneira que normalmente também se observa faixas de cores que se movem de cima para baixo.

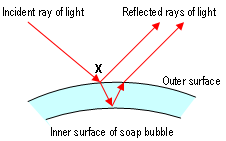
No digrama acima, um raio de luz incide sobre a superfície no ponto X. Parte da luz é refletida, mas alguns atravessam a parede da bolha e são refletidos no outro lado da parede.
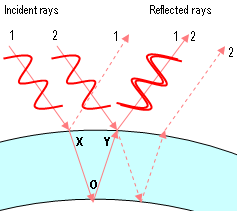
Neste diagrama vemos dois raios de luz vermelha (raios 1 e 2). Ambos se dividem e seguem dois caminhos possíveis. O interesse são os caminhos representados com linhas contínuas. Considere o raio que emerge do ponto Y. Consiste em dois raios sobrepostos: a parte do raio 1 que atravessa a parede da bolha e a parte do raio 2 que se reflete na parede exterior. O raio 1 viaja uma distância XOY maior que o raio 2. XOY resulta em ter a mesma longitude de onda da luz vermelha, os dois raios estão em fase (as cristas e os vales estão juntos).
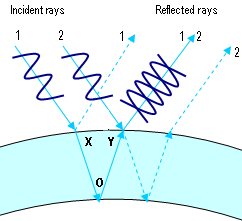
Este caso é semelhante ao diagrama anterior, exceto a longitude de onda que é diferente. Desta vez XOY não é um múltiplo da longitude de onda, portanto, o raios 1 e 2 chegam a Y desfasados. Os vales do raio 1 se alinham com as cristas do raio 2, e os dois raios anulam-se mutuamente. O efeito global é que, para esta espessura de bolha, não se refletirá a luz azul.
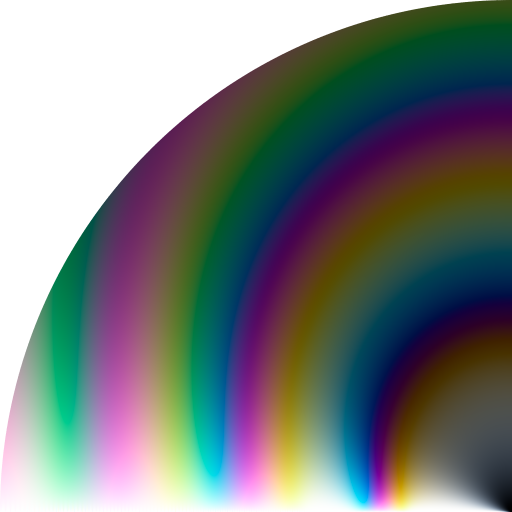
Esta imagem mostra as cores refletidas por uma fina película de água iluminada por uma luz branca, sem polarização. O raio é proporcional à espessura da película, e o ângulo polar é o ângulo de incidência.

## Propriedades matemáticas

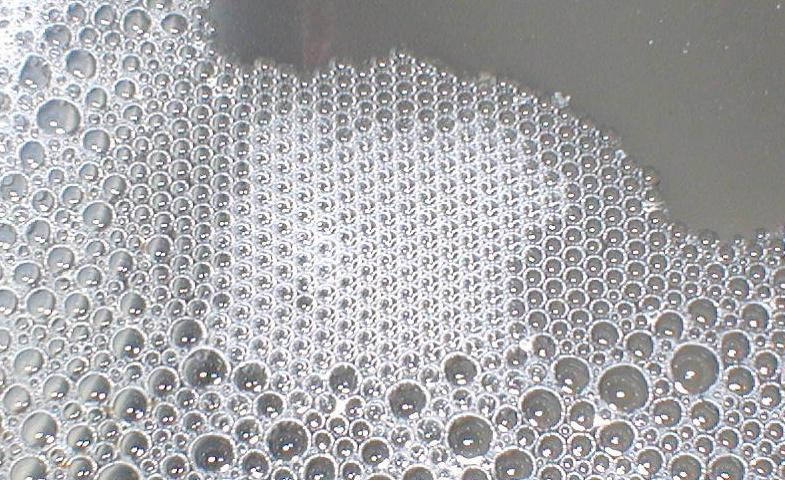
Bolhas em um lavatório.

Bolha de sabão também é uma ilustração física da Teoria das Superfícies Mínimas, um complexo problema matemático. Por exemplo, embora seja conhecida desde 1884 que uma bolha de sabão esférica é uma forma de juntar um certo volume de ar com menor área (um teorema de HA Schwarz), foi demonstrado recentemente no ano 2000 que duas bolhas de sabão unidas proporcionam uma ótima maneira de juntar dois certos volumes de ar com a menor área da superfície. Este chamado teorema da bolha dupla.
As películas de sabão buscam minimizar sua área de superfície, ou seja, minimizar sua energia de superfície. O melhor design para uma bolha isolada é uma esfera. Grupo de muitas bolhas em uma espuma tem formas muito mais complicadas.

## Bolhas coloridas
O uso de corantes normais para colorir bolhas não é efetivo, uma vez que o corante se acumula no fundo da bolha, assim não produz uma cor uniforme. Corantes especiais, com anéis de lactona, permitem a produção de bolhas de cores brilhantes. Um exemplo são as zubbles.

## Bolhas artísticas
Os espetáculos de bolhas de sabão combinam entretenimento com arte. Exigem um nível de habilidade perfeito, também de misturas perfeitas. Artistas criam tubos ou bolhas gigantes, muitas vezes envolvendo objetos ou pessoas. Para melhorar a experiência visual, por vezes usa-se fumaça ou hélio combinado com luz e laser ou fogo. Também podendo ser preenchidas com gases inflamáveis, como gás natural e, em seguida, pegar fogo.

## Processos de obtenção
A maneira mais fácil é usar um fluido comercializado como brinquedo, ou simplesmente misturar água com sabão comum. Existem formas de melhorar a mistura:

### Aditivos

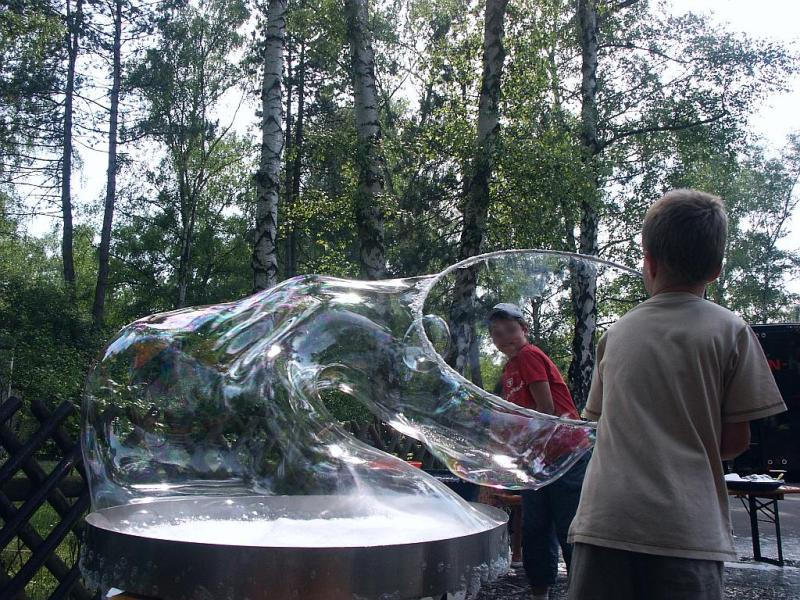
Produção de uma bolha gigante.

- Algo que reduza a tensão superficial da água, como sabonete líquido ou xampu de bebê. Estes funcionam melhor puros (sem perfumes e outros aditivos), ou com sabonetes mais sofisticados.
- Glicerina pode ser usada para espessar a água, que também torna as bolhas mais coloridas. O açúcar e xarope de milho tem efeitos semelhantes.
- Água destilada, como a água da torneira contém íons de cálcio e estes relacionam com o sabão, água destilada funciona melhor.

### Procedimentos
- A mistura conservada em um recipiente aberto durante algumas horas torna a mistura mais espessa. Mas, novamente, se a solução fica demasiada espessa será difícil fazer bolhas.
- Evite a formação de bolhas ou espuma na superfície da mistura, agitando suavemente, remova ou simplesmente espere desaparecer o excesso.
- A facilidade com que as bolhas são feitas depende de um grande número de fatores. Cada sabonete é diferente, condições ambientais afetam também a qualidade. Por exemplo, o ar empoeirado, como o vento. Quanto mais úmido o ar melhor, significa que em dias de chuva são mais propícios.

## Recordes

### Brasil

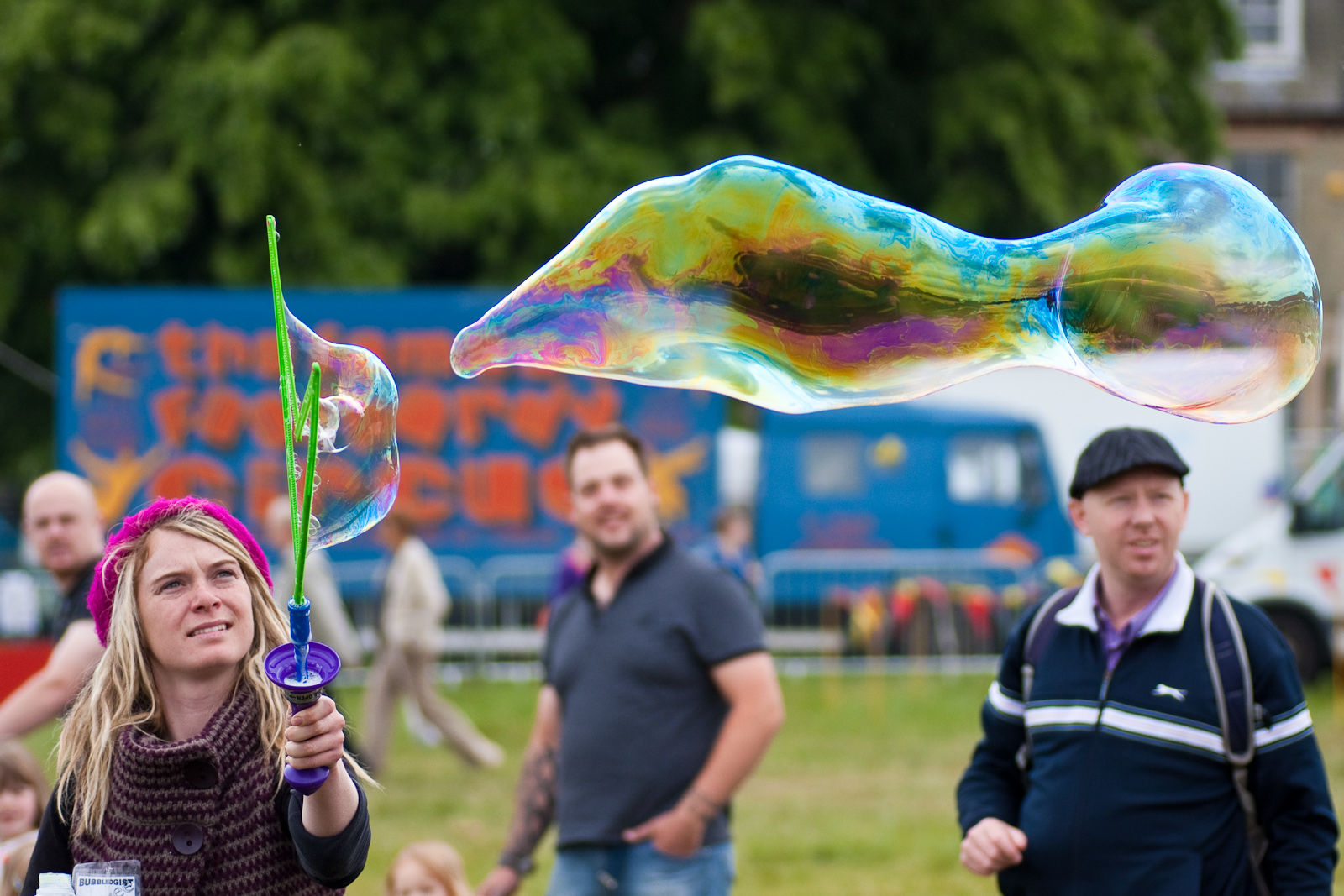
Uma bolha profissional.

Em janeiro de 2013, o paranaense Celso Luiz Johnsson, da cidade de Paranagua, registrou o recorde nacional de maior bolha de sabão, ao fazer uma bolha de 7,36 metros. O fato foi registrado e certificado pelo RankBrasil.

### Mundial
O recorde mundial foi estabelecido em 2012 na cidade de Vancouver, quando Fan Yang colocou 181 pessoas dentro de uma bolha. Diferente do Brasil, outros instituições que certificam recordes, contabilizam o número de pessoas dentro de uma bolha e não por suas medidas.